# Johannes Winkler (Komponist)

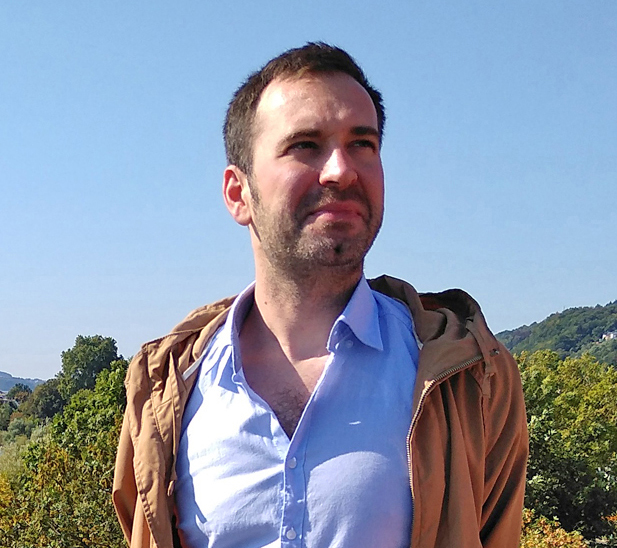
Johannes Winkler (2018)

Johannes Winkler (* 1984 in Achern, Schwarzwald) ist ein deutscher Komponist für Neue Musik, Medienkünstler, Konzeptentwickler und Influencer. Er lebt und arbeitet in Essen. Seit 2017 (re-)komponiert er sein Schaffen in Slide Kompositionen und Lecture-Performances - als transmediales Gesamtkunstwerk entlang Bewegtbild, zeitgenössischer Musik, Text, Software und Erfahrung.

## Leben
Winkler studierte Komposition an der Folkwang-Hochschule Essen mit dem Schwerpunkt algorithmische Komposition bei Dirk Reith und Thomas Neuhaus. Er ist Preisträger des internationalen Soundart-Preises Marx.Music (Birmingham Contemporary Music Group, UK), des ZKM Supercollider Code-Marathons sowie Initiator des südindisch-deutschen Netzwerk Konnakol Deutschland. Mit hunderten von Slide-Kompositionen auf Social-Media-Präsenzen influenced er sein zukünftiges Schaffen. Winkler lebt als freier Komponist und Künstler in Essen.

## Werk
Winkler komponiert Instrumentalmusik, Liveelektronik, Tapemusik und implementiert diese in transmediale Formen. Hierfür erstellt er zusätzlich Videoarbeiten, aufwendige Animationen und lokale Situationen: Seit 2017 re-komponiert er sein Œuvre auf Social Media als Slide-Kompositionen. Dort sind diese über mehrere Instagram-Accounts verteilt, und entwickeln eine autokatalytische Eigendynamik – das Medium wird immer wieder sprunghaft verlassen, um von 'Außerhalb' rückwirken zu können. Die wechselseitigen Einflüsse dieses kontinuierlich aufgebauten Social-Media-Gesamtkunstwerks werden in der Score of Influence, einer interaktiven dreidimensionalen digitalen Skulptur, regelmäßig aktualisiert. In Präsenz-Vorträgen und Lecture-Performances arrangiert Winkler Offline-Versionen seiner Carousel-Posts zu neuen interaktiven Erzählformen und nutzt hierfür seine Slide-Performance-Software Maxgram.
Winklers Werk lässt sich der zeitgenössischen Musik, der Konzept- und Netzkunst, der Performancekunst - sowie allgemein der Medienkunst zuordnen.

## Arbeiten

### Slide-Kompositionen (Auswahl)
Alle Slide-Kompositionen befinden sich vollständig und durchnummeriert auf Winklers Haupt-Instagram Account: winkler.works - sowie in Ausschnitten auf der Score-of-Influence-Webseite.
- #199 - 'Antenne II' Klavier-Zyklus für Social Media (2023)[9]
- #198 - 'Antenne I' Klavier-Zyklus für Social Media (2023) und Juan Carlos Maskerados
- #193 - 'finite counting scams' - für polytemporale Metronome, Bleistiftzeichnung, künstliche Intelligenz und Heilprozess
- #188 - 'Goldei Variationen' - Lecture Performance Antizipation: Folkwang Universität der Künste, Ex-Machina[10]
- #176 - 'Virtual Anushaant' - transmediale Installation für augmented reality, Mridangam, Tape und Social Media, Neue Musik Zentrale Essen
- #149 - 'Quantisiertes Blau' - für transmedialen Oszillator, Meer und Social Media - Lecture Performance, Dreifaltigkeitskirche Borbeck, Ya Festival
- #139 - 'White Noise Stigmata' - Körperabdruck für Weißes Rauschen, Schlaf und Wind
- #127 - 'counting with the best: tuplet, pulse and rest' - carnatic-rhythm masterclass mit B.C. Manjunath - Kunsthaus Essen
- #118 - 'counting time-bits of Stravinsky' - für carnatic neo-counter (Anushaant), Bitcrusher und Social Media[11]
- #115 - 'swiping quantized waves' - für KI-Colorizer, südindische Rhythmustheorie und Social Media
- #95 - 'overlapping recursive cycles' - für Klavier, Visual-Tala Metronom, Social Media - polyrhythmische Spieltechnik
- #94 - 'swiping recursive cycles' - für Tetraeder, Feedback-Oszillator und Social Media
- #88 - 'No.88 = No.78 x No.83' - für Ensemble, Animation und Social Media (dead conductors iteration 3)
- #83 - 'counting ways of interaction' - für Ensemble, Animation, Aikido-Erfahrungen und Social Media
- #82 - 're-counting the US election' - für südindische Rhythmus-Zählsilben, 3D Animation und Social Media
- #78 - 'machine learning' - für Motorradladen und Supercollider Soundsynthese
- #73 - 'trusting eleven crows' - für Supercollider-Code, Animation, Krähen und Social Media
- #67 - 'conceptual atonal carnatic music' - Situation für Weißes Rauschen, südindisches Essen, Konnakol und Social Media - Tamil Culture Fine Arts Academy Germany
- #59 - 'pleasure of preasure' / randomgraph - für 2x Sopran, Countertenor, Alt, Liveelektronik und Video - mit Elisabeth A. M. Kaiser (Doku)
- #51 - 'a semi-fictional composer story' - für Violine, Toy-Piano, Becken und Social Media
- #49 - 'voice sessions' - für Kassettenrekorder, Kindersingen und Social Media
- #40 - 'sky stairway - paradox mantras' - Electroacoustic Music, Bild und Social Media
- #18 - 'oracle music study' - biocybernetic art für Anga-Player und Social Media

## Auszeichnungen, Aufführungen

### Auszeichnungen
- 2018 - internationaler Kompositionspreis 'Marx.Music - Wilde Lieder' | Soundart | Birmingham Contemporarymusic Group | Trier. London. Birmingham[1]
- 2013 - Community Preis 'Supercollider-Code Marathon' | ZKM Karlsruhe[2]

### Aufführungen
u. a.: Stadtmuseum Simeonstift Trier; Central Conservatory of Music Peking; ZKM Karlsruhe; Fournos Center Athen; Tamil Culture Fine Arts Academy Germany; Deutsch-Amerikanisches Institut Tübingen; Pact Zollverein Essen; Dreifaltigkeitskirche Borbeck; Folkwang Udk Essen; C.A.R. - Contemporary Art Ruhr; Atelierfrankfurt; Landesmusikakademie NRW

## Interkulturelles Engagement
Inspiriert von Rafael Reinas Dissertation über die Anwendung südindischer Rhythmus(zähl)techniken auf die Verinnerlichung komplexer Rhythmen zeitgenössischer Musik initiierte Winkler 2018 mit Anushaant Nayinai Wijayan von der 'Tamil Culture Fine Arts Academy Germany, Essen' das Netzwerk Konnakol Deutschland. Um Herausforderungen bzgl. kultureller Aneignung ästhetisch und sozial-praktisch auszubalancieren, besinnt sich das Netzwerk auf eine tetralemmatische Grundhaltung. Es veranstaltet seitdem Workshops inner- und außerhalb des Ruhrgebiets und integriert weitere Akteure. Begegnungen u. a. mit Karaikudi Mani, sowie gemeinsame Masterclass Veranstaltungen mit B.C. Manjunath.